# Seznam členů čtrnáctého Knesetu
Tento článek je seznam členů 14. Knesetu, který byl zvolen v volbách do Knesetu 29. května 1996. Jeho funkční období trvalo až do zvolení následujícího (patnáctého) Knesetu v roce 1999.

## Rozdělení mandátů podle poslaneckých klubů
- Strana práce: 34 mandátů (28.3 %)
- Likud - Gešer: 32 mandátů (26.7 %)
- Šas: 10 mandátů (8.3 %)
- Mafdal: 9 mandátů (7.5 %)
- Merec: 9 mandátů (7.5 %)
- Jisra'el ba-alija: 7 mandátů (5.8 %)
- Chadaš - Balad: 5 mandátů (4.2 %)
- Sjednocený judaismus Tóry: 4 mandátů (3.3 %)
- Třetí cesta: 4 mandátů (3.3 %)
- Arabská demokratická strana - Sjednocená arabská kandidátka: 4 mandátů (3.3 %)
- Moledet: 2 mandátů (1.7 %)

## Seznam poslanců
- poslanecký klub Izraelská strana práce

M'asala (odešel do Am Echad) • Perec (odešel do Am Echad) • Šochat • Jechezk'el • Ben Eliezer • Icik • Liba'i  (pak Kabel) • Oš'aja • Sne • Barak • Ben Menachem • Goldschmidt• Mejrom (odešel do Mifleget ha-Merkaz) • Ramon • Goldman • Šachal (pak Jahjá) •  Masálaha • Zvili (odešel do Mifleget ha-Merkaz) • Pines-Paz • Or • Kohen • Edri • Elul • Taríf • Simchon • Weiss • Peres • Ben Ami • Landver • Bar'am • Dajan • Jahav • Bejlin • Kac
- poslanecký klub Likud-Gešer-Comet

Šaron • Hirschson • Netanjahu • Begin (odešel do Cherut-Nár. hnutí) • Meridor (odešel do Mifleget ha-Merkaz) • Tichon • Levy • Magen (odešel do Mifleget ha-Merkaz) • Re'em (odešel do Cherut-Nár. hnutí) • Olmert (pak Kac) • Ben Elisar (pak Rivlin) • Sandberg (odešel do Mifleget ha-Merkaz, potom do Šinuj) • Ezra • Dajan • Maca • Livnat • Levy • Šitrit • Ejtan  • Kleiner (odešel do Cherut-Nár. hnutí) • Kacav • Peled (odešel do Mechora, potom do Moledet) • Blumenthal • Badaš (pak Šmu'eli) • Ejtan  • Amor • Šalom • Hanegbi • Landau • Lancry  • Mordechaj (odešel do Mifleget ha-Merkaz) • Boim
- poslanecký klub Šas

Deri • Gamli'el • Azulaj • Tal • Jišaj • Dahan • Pinchasi • Benizri • Kohen • Vaknin
- poslanecký klub Národní náboženská strana

Šaki • Stern (pak Slomi'anski) • Porat (odešel do Tkuma) • Jahalom • Ben Cur • Bibi • Levy • Hammer (pak Gab'aj) • Hendel (odešel do Tkuma)
- poslanecký klub Merec

Rubinstein • Ma'or • Poraz (odešel do Šinuj) • Zucker (odešel mezi nezařazené) • Oron • Chazan • Kohen • Jachija • Sarid
- poslanecký klub Jisra'el be-Alija

Solodkin • Nudelman (odešel do Jisra'el ha-Mitchadešet) • Šaransky • Bronfman • Edelstein Štern (odešel do Jisra'el ha-Mitchadešet) • Weinberg
- poslanecký klub Chadaš-Balad

Sa'ad •  Bišára • Mach'amid • Salím • Gožansky
- poslanecký klub Sjednocený judaismus Tóry

Ravic • Poruš • Gafni (pak Leizerson) • Halpert
- poslanecký klub ha-Derech ha-Šlišit

Lubocky • Kahalani • Zisman (odešel mezi nezařazené) • Har'el
- poslanecký klub Arab. dem. str.-
Sjednoc. arab. kandidátka

ad-Dahámaša • Darávaša • as-Sána • Chatíb
- poslanecký klub Moledet

Elon • Ze'evi